# Yosihiko Sinoto
Yosihiko H. Sinoto (篠遠 喜彦?, Shinotō Yoshihiko; Tokyo, 3 settembre 1924 – Honolulu, 4 ottobre 2017) è stato un antropologo giapponese naturalizzato statunitense, noto per le sue spedizioni antropologiche nel Pacifico, in particolare nelle Hawaii e nella Polinesia Francese.

## Biografia
Nel 1954 Sinoto, allora studente di archeologia in Giappone, si recò negli Stati Uniti presso l'Università della California - Berkeley per un progetto di studi. Durante il suo periodo all'estero decise di fermarsi a Ka Lae, nelle Hawaii, per visitare degli scavi. Le operazioni erano guidate da Kenneth Emery, antropologo statunitense appassionato di cultura polinesiana, il quale convinse Sinoto a unirsi a lui e a studiare presso l'Università delle Hawaii. Il giovane si trasferì quindi a Honolulu, alternando gli studi a un periodo di praticantato presso il Museo Berenice Pauhai Bishop della città. Egli fu poi raggiunto dalla moglie Kazuko e dal figlio Aki nel 1957, prima di laurearsi l'anno seguente. 
Successivamente accompagnò Emery a Tahiti. Dopo una spedizione di sei mesi, tornò brevemente in Giappone per ottenere il dottorato di ricerca presso l'Università di Hokkaidō nel 1962. Lo stesso anno si recò in Polinesia Francese per effettuare scavi sull'isola di Maupiti; le sue scoperte confermarono l'esistenza di legami con la cultura maori in Nuova Zelanda. 
Dedicò poi gran parte della sua vita a studiare i resti della cultura pre-europea nella Polinesia Francese ed effettuò numerose visite ad arcipelaghi polinesiani, in particolare nell'isola di Huahine. Nel 1972 offrì un sostanzioso contributo al governo polinesiano per il ripristino e la conservazione del villaggio storico di Maeva e dei resti di un marae. Nel 1977 scoprì un nuovo sito archeologico sull'isola di Huahine, il più antico insediamento conosciuto delle Isole della Società, così come i resti di una canoa da alto mare.
Le spedizioni seguenti lo portarono ad altre isole dell'arcipelago delle Società, delle Marchesi e delle Tuamotu, dove studiò antichi resti di centri abitati e manufatti. 
Fra il 1970 al 1989 fu direttore del dipartimento antropologico del Museo Berenice Pauhai Bishop, continuando poi a lavorarvi a tempo parziale nel corso dei decenni successivi.
Il 13 giugno 2000 fu nominato Cavaliere dell'Ordine di Tahiti Nui.

## Omaggi
Il lorichetto di Sinoto, uccello estinto autoctono delle Isole Marchesi, e il Sir Yosihiko Sinoto, una varietà ibrida di ibisco, sono chiamati così in suo onore.  